# Fagopyrum densivillosum
Fagopyrum densivillosum är en slideväxtart som beskrevs av J.L.Liu. Fagopyrum densivillosum ingår i släktet boveten, och familjen slideväxter. Utöver nominatformen finns också underarten F. d. pterocarpum.